# Ваља Сариј (Вранча)
Ваља Сариј (рум. Valea Sării) насеље је у Румунији у округу Вранча у општини Ваља Сариј. Oпштина се налази на надморској висини од 353 m.

## Становништво
Према подацима из 2011. године у насељу је живело 545 становника.